# Hud (Sure)
Hud (arabisch هود, DMG Hūd) ist die 11. Sure des Korans, sie enthält 123 Verse. Die Sure wird in die dritte mekkanische Periode (620–622) datiert, mit Ausnahme der Verse 12, 17 und 114, die in Medina entstanden sein sollen. Ihr Titel bezieht sich auf den Propheten Hūd, dessen Geschichte in den Versen 50–60 erwähnt wird.
Diese Sure hinterlässt den Eindruck einer deutlich strukturierten Predigt. Die islamischen Kommentatoren platzieren sie nach der vorhergehenden Sure, mit der sie viele Themen gemeinsam hat. Die Einleitung (Verse 1 bis 24) behandelt die Allmacht Gottes, die Unbeständigkeit des Menschen sowie die göttliche Herkunft der koranischen Offenbarung. Anschließend enthalten die Verse 25 bis 99 die Geschichten einiger Propheten in ausführlicherer Form als in Sure 10: Noach (Verse 25–49), Hud (50–60), Salih (61–68), Abraham (69–83), Schuʿayb (84–95) und Mose (96–99). Die Schlussverse, ab Vers 100, fassen die Bedeutung der vergangenen Geschehnisse und der früheren Propheten nochmals zusammen.
Die Uneinigkeit unter den Menschen, die in Vers 118 zur Sprache kommt, ist ein Hinweis auf den Begriff Ichtilāf, mit dem in der islamischen Jurisprudenz eine Meinungsverschiedenheit unter den Rechtsgelehrten bezeichnet wird.